# Andrenosoma violacea
Andrenosoma violacea är en tvåvingeart som först beskrevs av Fabricius 1781.  Andrenosoma violacea ingår i släktet Andrenosoma och familjen rovflugor. Inga underarter finns listade i Catalogue of Life.